# Hugo Bieler

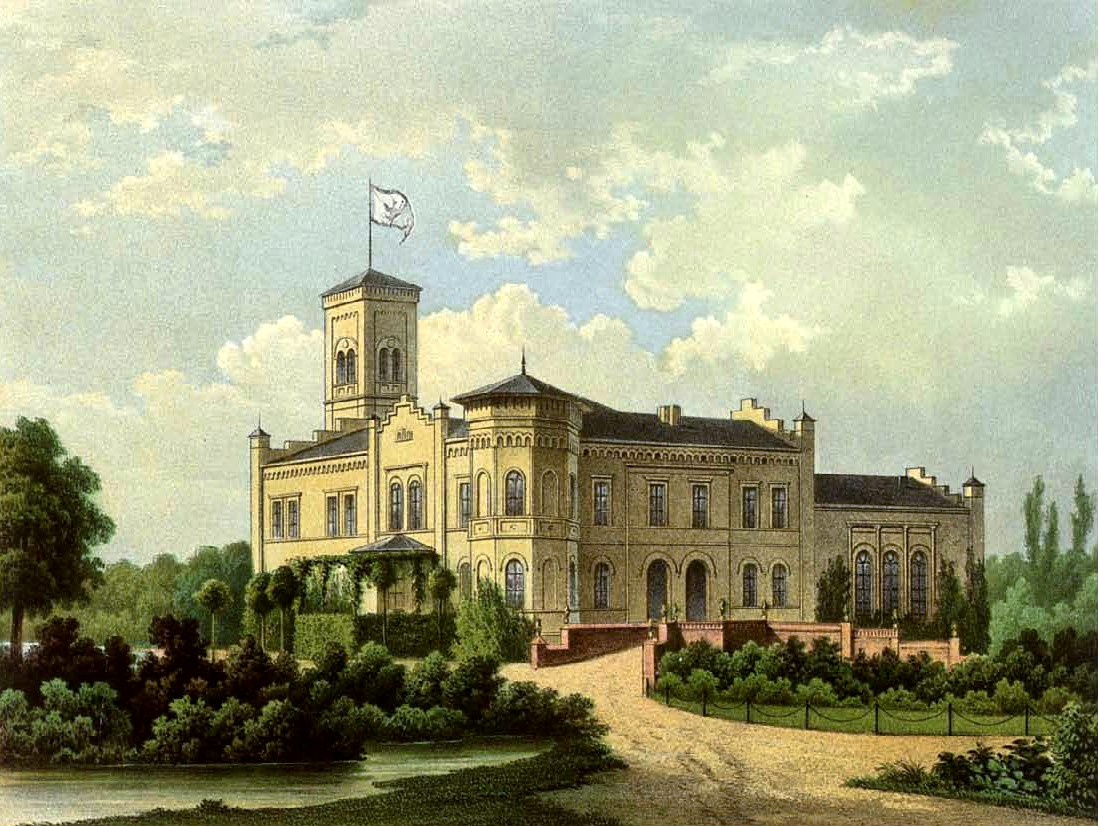
Schloss Melno um 1860, Sammlung Alexander Duncker

Hugo Bieler (* 18. Juli 1843 in Melno; † 24. Oktober 1912 ebenda) war Jurist und Mitglied des Deutschen Reichstags.

## Leben
Bieler war Gutsbesitzer auf Frankenhain bei Rehden im Kreis Graudenz. Er besuchte das Gymnasium in Danzig und studierte Rechtswissenschaften in Heidelberg, Paris und Berlin. 1865 wurde er Auskultator in Berlin. Danach war er Landwirt und Direktor des landwirthschaftlichen Vereins Rheden und des Konsumvereins in Graudenz. Weiter war er Mitglied des Kreistages und Kreisausschusses des Graudenzer Kreises und Lokalschulinspektor.
Von 1874 bis 1881 war er Mitglied des Deutschen Reichstages für die Nationalliberale Partei den Reichstagswahlkreis Regierungsbezirk Marienwerder 3 (Graudenz-Strasburg). Er wurde anfangs sowohl von den Konservativen als auch von den Nationalliberalen im Wahlkreis unterstützt. 1878 trat Bieler zur Konservativen Fraktion im Reichstag über und die Koalition im Wahlkreis endete. Bei der Reichstagswahl 1881 traten ein nationalliberaler und ein konservativer Kandidat im Wahlkreis gegeneinander an, was dazu führte, dass stattdessen der Pole Ignacy von Lyskowski den Wahlkreis gewann.